# Rodney McGee
Rodney McGee (Blacktown, 11 maart 1974) is een voormalig Australische baan- en wegwielrenner. hij won in 1995 samen met Stuart O'Grady, Tim O'Shannessy en zijn jongere broer Bradley McGee de wereldtitel op de ploegenachtervolging.

## Baanwielrennen

### Palmares
| Jaar     | AK            | OK       | WK                   | Overig                          |
| Junioren | Junioren      | Junioren | Junioren             | Junioren                        |
| -------- | ------------- | -------- | -------------------- | ------------------------------- |
| 1991     |               |          | ploegenachtervolging |                                 |
| 1992     |               |          | ploegenachtervolging |                                 |
| Elite    |               |          |                      |                                 |
| 1993     | achtervolging |          |                      |                                 |
| 1994     |               |          | ploegenachtervolging |                                 |
| 1995     |               |          | ploegenachtervolging |                                 |
| 2002     |               |          |                      | WB Sydney: ploegenachtervolging |
| 2003     |               |          |                      | WB Sydney: koppelkoers          |
| 2004     | koppelkoers   |          |                      |                                 |

## Ploegen
1996:Giant–Australian Institute of Sport